# My Devil in Your Eyes
My Devil in Your Eyes — второй альбом американской металкор-группы The Color Morale. Альбом вышел 8 марта 2011 года на лейбле Rise Records. Это последний альбом, записанный с гитаристом Джоном Броссом, который покинул группу в 2011 году.

## Список композиций
| №                   | Название                                                       | Длительность |
| ------------------- | -------------------------------------------------------------- | ------------ |
| 1.                  | «Nerve Endings»                                                | 3:07         |
| 2.                  | «Human(s)being» (feat. Chad Ruhlig of Legend)                  | 3:48         |
| 3.                  | «The Dying Hymn»                                               | 3:39         |
| 4.                  | «Be Longing Always»                                            | 4:03         |
| 5.                  | «Walkers»                                                      | 3:17         |
| 6.                  | «Demon Teeth» (feat. Joey Sturgis)                             | 2:58         |
| 7.                  | «Falling Awake»                                                | 3:33         |
| 8.                  | «Quote On Quote» (feat. Chris Roetter of Like Moths To Flames) | 3:40         |
| 9.                  | «This Lost Song Is Yours»                                      | 3:53         |
| 10.                 | «Fill;Avoid»                                                   | 3:36         |
| Общая длительность: | Общая длительность:                                            | 35:40        |

## Участники записи
- Гаррет Рэпп — вокал
- Рэймон Мендоза — соло-гитара
- Джон Бросс — ритм-гитара, бэк-вокал
- Джастин Хисер — бас-гитара, бэк-вокал
- Стив Кэри — барабаны, перкуссия